# 松田里奈
松田 里奈（まつだ りな、1999年〈平成11年〉10月13日 - ）は、日本のアイドルであり、女性アイドルグループ櫻坂46のメンバーおよび2代目キャプテンである。宮崎県延岡市出身。Seed & Flower所属。

## 略歴
1999年（平成11年）10月13日に生まれる。中学時代はソフトボール部に所属し、ポジションは投手であった。高等学校ではダンス部に所属し、部長を務める。高等学校卒業後は銀行に就職した。
2018年（平成30年）8月19日、『坂道合同新規メンバー募集オーディション』に合格し、同年11月10日、欅坂46に加入する。同年12月10日に開催された『欅坂46二期生 / けやき坂46三期生 お見立て会』（日本武道館）でステージデビュー。
2020年（令和2年）10月14日、自身の所属するグループが欅坂46から櫻坂46に改名した。
2021年（令和3年）1月4日、守屋茜に代わってグループの副キャプテンに就任。同年10月4日、キャプテン・菅井友香の後任として『レコメン！』（文化放送）の月曜パーソナリティーとしてのレギュラー出演を開始。同年10月7日、『THE TIME,』（TBS）に木曜レギュラーとして出演を開始する。
2022年（令和4年）11月10日、菅井友香の卒業に伴い2代目キャプテンに就任した。
2025年（令和7年）8月8日、宮崎県の「みやざき大使」に就任した。

## 人物
身長159.5 cm。血液型O型。愛称は、まつり、まりな。姉と弟がいる。
中学時代は生徒会副会長を務めていた。
好きな食べ物として牛タン、鶏肉、野菜、嫌いな食べ物としてレバーを挙げている。
アニメが好きで、しばしば自身のブログで作品を紹介している。
特技は札勘定。

### 欅坂46・櫻坂46
ペンライトカラーは、    グリーン ×     イエロー。
「歌手になりたい」という夢があり、音楽系の専門学校に通おうとしていたが、自身の父親から「学校に通ったからといって歌手になれるものではない」という理由で反対され、高等学校卒業後は銀行に就職した。就職後、欅坂46が好きであった姉の勧めで『坂道合同新規メンバー募集オーディション』に応募する。
菅井友香・守屋茜・渡邉理佐・田村保乃との「Deadline」を歌唱するユニット、井上梨名との「On my way」を歌唱するユニット・ふたりなに所属している。

## 作品

### シングル
欅坂46
- 誰がその鐘を鳴らすのか？（2020年8月21日）

櫻坂46
- Nobody's fault（2020年12月9日、SRCL-11620/8）- EAN 4547366481594。
- 最終の地下鉄に乗って（2020年12月9日、SRCL-11624/5）- EAN 4547366481617。
- ブルームーンキス（2020年12月9日、SRCL-11628）- EAN 4547366481631。
- BAN（2021年4月14日、SRCL-11748/56）- EAN 4547366498608。
- 君と僕と洗濯物（2021年4月14日、SRCL-11750/1）- EAN 4547366498615。
- 櫻坂の詩（2021年4月14日、SRCL-11756）- EAN 4547366498646。
- 流れ弾（2021年10月13日、SRCL-11920/8）- EAN 4547366524567。
- ソニア（2021年10月13日、SRCL-11920/1）- EAN 4547366524567。
- On my way（2021年10月13日、SRCL-11924/5）- EAN 4547366524581。
- 美しきNervous（2021年10月13日、SRCL-11928）- EAN 4547366524604。
- 五月雨よ（2022年4月6日、SRCL-12130/8）- EAN 4547366549829。
- 僕のジレンマ（2022年4月6日、SRCL-12130/8）- EAN 4547366549829。
- I'm in（2022年4月6日、SRCL-12130/1）- EAN 4547366549829。
- 恋が絶滅する日（2022年4月6日、SRCL-12138）- EAN 4547366549867。
- 桜月（2023年2月15日、SRCL-12420/8）- EAN 4547366599756。
- 無念（2023年2月15日、SRCL-12420/1）- EAN 4547366599756。
- もしかしたら真実（2023年2月15日、SRCL-12422/3）- EAN 4547366599763。
- 魂のLiar（2023年2月15日、SRCL-12424/5）- EAN 4547366599770。
- その日まで（2023年2月15日、SRCL-12428）- EAN 4547366599794。
- Start over!（2023年6月28日、SRCL-12590/8）- EAN 4547366621686。
- コンビナート（2023年6月28日、SRCL-12592/3）- EAN 4547366621693。
- 一瞬の馬（2023年6月28日、SRCL-12596/7）- EAN 4547366621716。
- ドローン旋回中（2023年6月28日、SRCL-12598）- EAN 4547366621723。
- 承認欲求（2023年10月18日、SRCL-12670/8）- EAN 4547366642025。
- マンホールの蓋の上（2023年10月18日、SRCL-12676/7）- EAN 4547366642032。
- 隙間風よ（2023年10月18日、SRCL-12678）- EAN 4547366642063。
- 何歳の頃に戻りたいのか？（2024年2月21日、SRCL-12790/8）- EAN 4547366663501。
- 泣かせて Hold me tight!（2024年2月21日、SRCL-12798）- EAN 4547366663549。
- 自業自得（2024年6月26日、SRCL-12920/8）- EAN 4547366685695。
- 縁起担ぎ（2024年6月26日、SRCL-12924/5）- EAN 4547366685718。
- もう一曲 欲しいのかい？（2024年6月26日、SRCL-12928）- EAN 4547366685732。
- I want tomorrow to come（2024年10月23日、SRCL-13030/8）- EAN 4547366708943。
- 嵐の前、世界の終わり（2024年10月23日、SRCL-13034/5）- EAN 4547366708967。
- TOKYO SNOW（2024年10月23日、SRCL-13038）- EAN 4547366708981。
- UDAGAWA GENERATION（2025年2月19日、SRCL-13210/8）- EAN 4547366728231。
- 紋白蝶が確か飛んでた（2025年2月19日、SRCL-13212/3）- EAN 4547366728248。
- やるしかないじゃん（2025年2月19日、SRCL-13218）- EAN 4547366728279。
- Make or Break（2025年6月25日、SRCL-13360/8）- EAN 4547366751291。
- ノンアルコール（2025年6月25日、SRCL-13368）- EAN 4547366751338。

### アルバム
欅坂46
- 永遠より長い一瞬 〜あの頃、確かに存在した私たち〜（2020年10月7日、SRCL-11510/6）- EAN 4547366450224。

櫻坂46
- As you know?（2022年8月3日、SRCL-12174/9）- EAN 4547366567960。
- Addiction（2025年4月30日、SRCL-13290/5）- EAN 4547366737424。

### 映像作品
- 欅坂46 二期生特典映像「Avenir」（2019年2月27日）- EAN 4547366383348。
- 欅坂46 LIVE at 東京ドーム 〜ARENA TOUR 2019 FINAL〜（2020年1月29日）- EAN 4547366438758。
- 欅共和国2019（2020年8月12日）- EAN 4547366462937。
- 欅坂46 ANNIVERSARY LIVE Director's Cut Collection（2020年10月7日）- EAN 4547366450224。
- 欅坂46 ARENA TOUR Director's Cut Collection（2020年10月7日）- EAN 4547366450231。
- KEYAKIZAKA46 Live Online, but with YOU!（2020年12月9日）- EAN 4547366481594、EAN 4547366481600。
- 松田里奈（2020年12月9日）- EAN 4547366481624。
- 僕たちの嘘と真実 Documentary of 欅坂46（2021年2月3日）- EAN 4988104127983。
- 欅坂46 THE LAST LIVE（2021年3月24日） - EAN 4547366496833。
- 櫻坂46 デビューカウントダウンライブ!!（2021年4月14日）- EAN 4547366498608。
- Making of デビューカウントダウンライブ!!（2021年4月14日）- EAN 4547366498615。
- 菅井友香×松田里奈 SAKURA BANASHI 〜いま、話したいこと〜（2021年4月14日）- EAN 4547366498615。
- Sakurazaka46 BACKS LIVE!! 〜Center Performance Collections〜（2021年10月13日）- EAN 4547366524567、EAN 4547366524574、EAN 4547366524581、EAN 4547366524598。
- 土生瑞穂×松田里奈×森田ひかる SAKURA MEGURI（2021年10月13日）- EAN 4547366524598。
- Sakurazaka46 3rd Single BACKS LIVE!! 〜Center Performance Collections〜 （2022年4月6日）- EAN 4547366549836、EAN 4547366549843、EAN 4547366549850。
- Sakurazaka46 1st TOUR 2021 FINAL at さいたまスーパーアリーナ（2022年8月3日）- EAN 4547366567960。
- W-KEYAKI FES. 2021 -DAY1- at 富士急ハイランド コニファーフォレスト（2022年8月3日）- EAN 4547366567977。
- 櫻坂46 1st YEAR ANNIVERSARY LIVE 〜with Graduation Ceremony〜（2022年10月19日）- EAN 4547366575187。
- 櫻坂46 RISA WATANABE GRADUATION CONCERT（2022年12月7日）- EAN 4547366588293。
- W-KEYAKI FES. 2022 Director's Cut Collections <DAY1>（2023年2月15日）- EAN 4547366599756。
- W-KEYAKI FES. 2022 Director's Cut Collections <DAY2>（2023年2月15日）- EAN 4547366599763。
- マネージャーのスマホに眠るメンバーの秘蔵動画集<2021年編>（2023年2月15日）- EAN 4547366599770。
- マネージャーのスマホに眠るメンバーの秘蔵動画集<2022年編>（2023年2月15日）- EAN 4547366599787。
- 2nd YEAR ANNIVERSARY 〜Buddies感謝祭〜（2023年7月10日）- EAN 4547366621686、EAN 4547366621693。
- Sakurazaka46 3rd TOUR 2023 TOUR FINAL at 大阪城ホール（2023年10月18日）- EAN 4547366642025、EAN 4547366642032。
- そこ曲がったら、櫻坂？ 田村保乃編（2024年1月24日）- EAN 4547366659078。
- そこ曲がったら、櫻坂？ 藤吉夏鈴編（2024年1月24日）- EAN 4547366659085。
- そこ曲がったら、櫻坂？ 森田ひかる編（2024年1月24日）- EAN 4547366659054。
- そこ曲がったら、櫻坂？ 山﨑天編（2024年1月24日）- EAN 4547366659047。
- そこ曲がったら、櫻坂？ 卒業生編（2024年1月24日）- EAN 4547366659061。
- 海外ライブのついでにゆる～く撮ってきちゃいました！～パリ編～（2024年2月21日）- EAN 4547366663501。
- 海外ライブのついでにゆる～く撮ってきちゃいました！～マレーシア&フィリピン編～（2024年2月21日）- EAN 4547366663518。

## 出演

### テレビ番組
- THE TIME,（2021年10月7日 - 、TBS系列）[注 2][32]

### ラジオ番組
- レコメン！（2021年10月4日 - 2023年3月20日、文化放送）- 月曜24時台パーソナリティ[15][16][34]。

### 広告・広報
- 2023年宮崎県議会議員選挙（2023年4月9日）- 応援サポーター[35]。